# Erica austroverna
Erica austroverna là một loài thực vật có hoa trong họ Thạch nam. Loài này được Hilliard mô tả khoa học đầu tiên năm 1985.